# Andrea Campana
Andrea Campana (San Nazario, 4 novembre 1916 – 8 ottobre 1960) è stato un allenatore di calcio e calciatore italiano, di ruolo centrocampista.

## Carriera
Giocò tre stagioni in Serie A con il Vicenza.

## Palmarès

### Giocatore

#### Competizioni nazionali
- Serie C: 1

Vicenza: 1939-1940